# تونی اورل
تونی اورل (فرانسوی: Tony Hurel‎؛ زادهٔ ۱ نوامبر ۱۹۸۷) دوچرخه‌سوار اهل فرانسه است.
از باشگاه‌هایی که در آن رکاب زده‌است می‌توان به تیم دوچرخه‌سواری دیرکت انرژی اشاره کرد.